# Holding Absence
Holding Absence is een Britse posthardcoreband afkomstig uit Cardiff, Wales.

## Biografie
De band werd in 2015 opgericht door zanger Zac Vernon, bassist James Joseph en gitarist Feisal El-Khazragi. Vernon verliet de band echter niet veel later, waarna hij werd vervangen door de huidige zanger Lucas Woodland. Ook drummer Ashley Green sloot zich aan bij de band, waarna de band in die samenstelling twee singles, Permanent en Drem of Me, opnam. Hiermee trok de band de aandacht van SharpTone Records, waarna ze hier in 2017 een contract tekenden.
Hierna toerde de band veelvuldig door het Verenigd Koninkrijk naast bands als Blood Youth, Young Guns en We Are The Ocean. Ook stonden ze op het Download Festival. Begin 2018 brachten ze een split-ep uit met Loathe, naast wie ze hierma als co-headliner voor het eerst over het Europese vasteland toerden. Kort na afloop van de toer werd bekend gemaakt dat El-Khazragi de band zou verlaten om aan de slag te gaan als bassist bij Loathe. Hij werd vervangen door Scott Carey. Met hem toerden ze als voorprogramma voor Being as an Ocean wederom door Europa.
De band werd verkozen tot Best Breakthrough Band bij de Cardiff Music Awards en werd in de categorie Best UK Breakthrough Band genomineerd bij de Heavy Music Awards. Ze sloten het jaar af met hun grootste Britse toer tot dan toe, als voorprogramma voor As It Is, naast Trash Boat en Courage My Love.
Op 8 maart 2019 bracht de band haar zelfgetitelde debuutalbum uit. Woodlands gaf later in meerdere interviews aan hoe lastig het opnemen van het album was weggaan, omdat El-Khazragi de band verliet toen het album al voor de helft opgenomen was. Gedurende de rest van 2019 toerden ze onder meer naast bands als Being as an Ocean, Counterparts en Sleeping With Sirens.
Op 21 oktober 2020 kondigde de band hun tweede studioalbum aan, dat The Greatest Mistake of My Life zal gaan heten en begin 2021 verwacht wordt.

## Bezetting
| Huidige bezetting - James Joseph – bas (2015–heden) - Ashley Green – drums (2016–heden) - Lucas Woodland – vocals, keyboard (2016–heden) - Scott Carey – gitaar (2018–heden) | Voormalige leden - Zac Vernon – vocals (2015–2016) - Giorgio Cantarutti – gitaar (2015–2017) - Feisal "Fez" El-Khazragi – gitaar (2015–2018) - Chris Smitheram – gitaar (2018–2019) |

Tijdlijn

## Discografie
Studioalbums
- Volatile (2008)
- Holding Absence (2019)
- The Greatest Mistake of My Life (aangekondigd voor 2021)

Ep's
- This Is As One (2018)